# جرالد کیلمارتین
جرالد کیلمارتین (انگلیسی: Gerald Kilmartin; ۷ ژوئیهٔ ۱۹۲۷ – ۱۶ ژوئن ۱۹۷۰) ورزشکار هاکی روی یخ اهل ایالات متحده آمریکا بود.
وی در مسابقات کشوری و بین‌المللی در مجموع برندهٔ ۱ مدال نقره شده‌است.